# Église Saint-Saturnin de Pompéjac
Pour les articles homonymes, voir Église Saint-Saturnin.
L'église Saint-Saturnin est une église catholique située dans le département français de la Gironde, sur la commune de Pompéjac, en France.

## Localisation
L'église se trouve dans la partie sud du bourg, à proximité de la route départementale D9 qui mène à Préchac.

## Historique
L'édifice, initialement construit au XIVe ou XVe siècle, a conservé son chevet et son abside d'époque mais la nef et le clocher ont été reconstruits en 1869 ; il est inscrit au titre des monuments historiques par arrêté du 24 décembre 1925 pour son abside.

Il abrite une cloche de bronze du XVe siècle qui a été classée au titre objet en 1916.

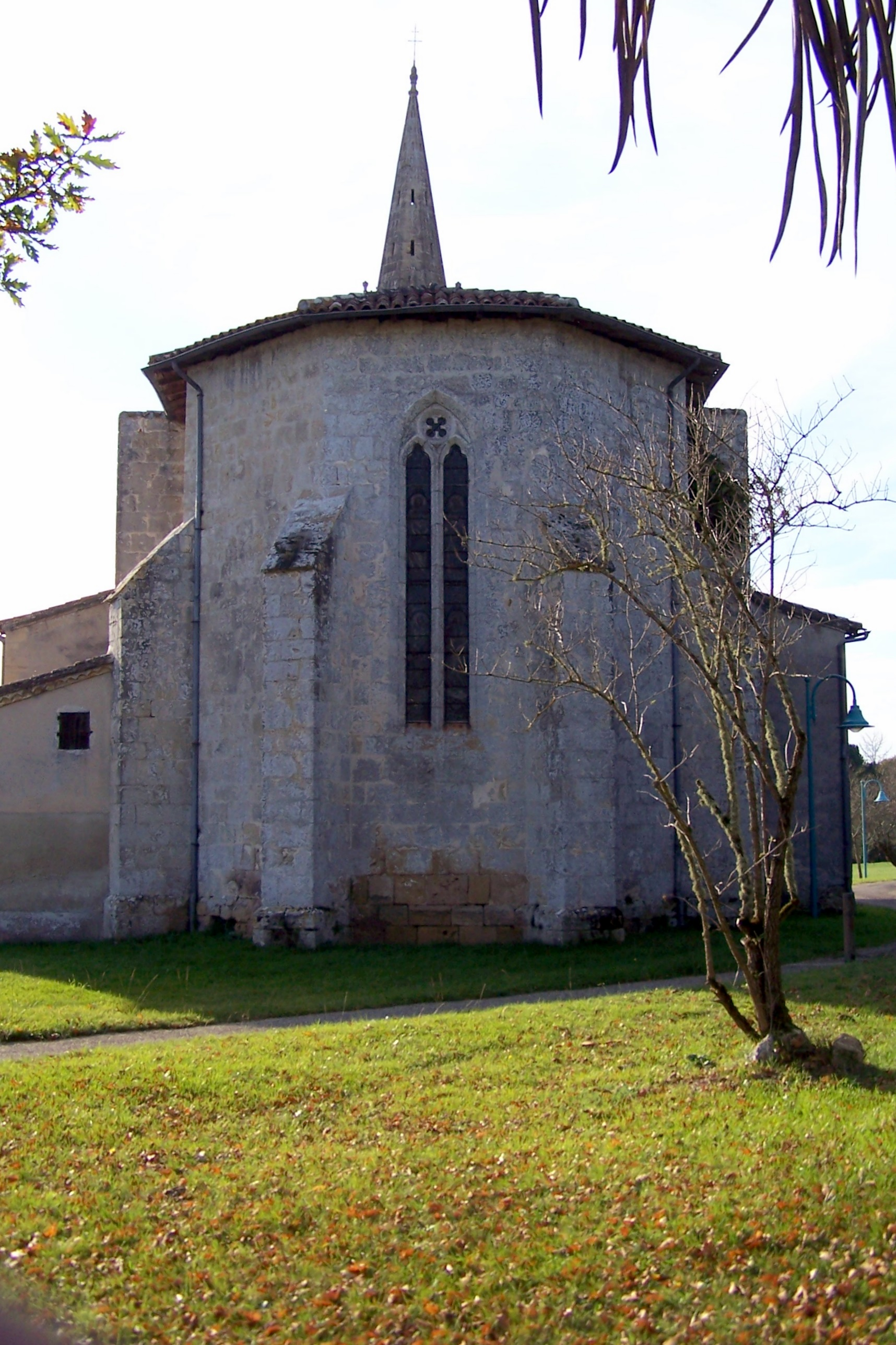
Le chevet, façade est (nov. 2011)